# Museo Histórico de Lota
El Museo Histórico de Lota es un museo de la ciudad chilena de Lota, ubicada en la Provincia de Concepción. Fue creado por la Fundación Chile el 17 de diciembre de 1998 e instalado en una casa de 25 habitaciones construida en estilo inglés en 1864, para almacenar los objetos de valor y proporcionar descanso a los administrativos de mayor rango de la compañía carbonífera en Lota.  En la actualidad, es junto al Museo Minero de Lebu, uno de los dos museos dedicados a preservar y difundir la historia de la minería de la Cuenca del Carbón, en la zona costera de la Región del Biobío. 

## Historia
En 1871 la casa la ocupó el doctor Munro, el primer médico que la familia Cousiño trajo a Lota; después fue habitada por el doctor Duncan y posteriormente por diferentes gerentes de la empresa.
Desde este histórico lugar, Matías Cousiño, impulsó la explotación minera a gran escala del carbón en Chile; su hijo Luis consiguió que la industria comenzara a dar ganancias y a la muerte de este, acaecida en 1873 (diez años más tarde que la de su padre), la administración de los negocios pasó a manos de su viuda, Isidora Goyenechea.
El éxito comercial de la industria del carbón convirtió a Lota en una de las ciudades más productivas del país por décadas, dando trabajo a miles de familias.
Hoy, el museo, que queda a 100 metros de la entrada al Parque Isidora Cousiño deja ver en sus habitaciones cómo era la vida de los personajes acaudalados de la época, y contiene objetos de importante valor patrimonial para Chile.
En las salas del museo se exponen muebles que pertenecieron a la compañía carbonífera, cerámicas decorativas, lámparas, herramientas mineras, cuadros, fotografías y textos que ilustran la historia de la ciudad. También hay piezas indígenas (cuatro vitrinas dedicadas a los mapuches), de la colonización y de la familia Cousiño.

## Galería

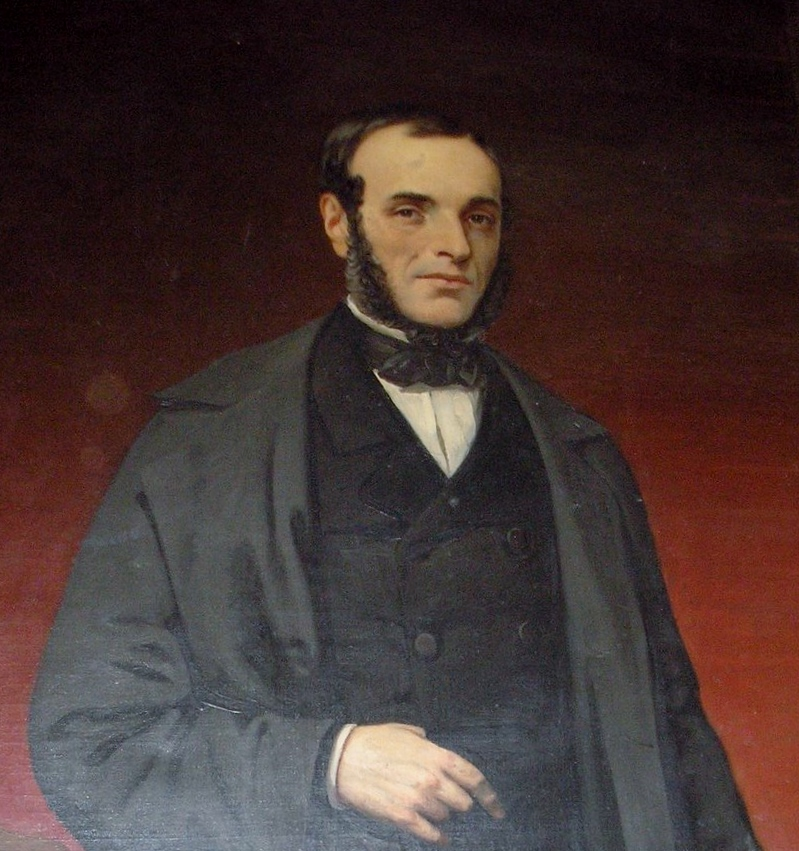
Detalle del retrato de Matías Cousiño que adorna una de las salas del Museo.
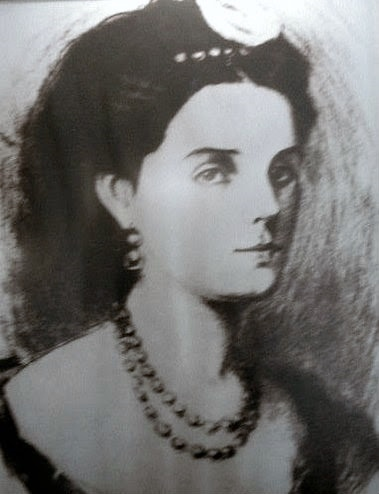
Isidora Goyenechea